# Décembre 2008 en France
Chronologie de la France
- 2004
- 2005
- 2006
- 2007
- 2008
- 2009
- 2010
- 2011
- 2012

Janvier - Février - Mars - Avril - Mai - Juin - Juillet - Août - Septembre - Octobre - Novembre - Décembre 2008
Janvier - Février - Mars - Avril - Mai - Juin - Juillet - Août - Septembre - Octobre - Novembre -  Décembre 2009
2006 - 2007 - 2008 dans les DOM-TOM français - 2009 - 2010
2006 par pays en Europe - 2007 par pays en Europe - 2008 par pays en Europe - 2009 par pays en Europe - 2010 par pays en Europe 

## Chronologie

### Lundi1erdécembre 2008
Politique
- La ministre de la Justice Rachida Dati déclare vouloir lutter contre les mariages forcés. Elle souhaite modifier le code pénal pour créer une circonstance aggravante afin de considérer le mariage forcé comme une forme de violence aggravée; les peines encourues seront elles aussi aggravées.

Économie
- Le groupe équipementier Valeo annonce du chômage économique dans ses diverses usines, dont celles de La Suze-sur-Sarthe (radiateurs de chauffage et évaporateurs) et de Mondeville.

Social
- La loi sur le Droit opposable au logement, dite loi DALO, entre en vigueur. Cette loi votée en mars 2007, oblige désormais l'État à offrir un « logement décent et indépendant » à toute personne qui en est privée. Les associations d'aide aux sans-abri et aux mal-logés s'apprêtent à multiplier les recours en justice en faveur des personnes qui ont déposé des dossiers. Les commissions départementales de médiation sont chargées d'examiner les demandes dans un délai de trois à six mois, selon la taille de la ville concernée, pour un logement et de six semaines pour un hébergement. La préfecture dispose ensuite du même délai pour proposer une solution appropriée et l'État peut se voir condamner à verser des astreintes. Selon les estimations, cette loi devrait concerner quelque six cent mille personnes dont cinquante mille on déjà déposé un dossier depuis le début de l'année, mais seules 3 374 de ces personnes ont trouvé un logement à fin novembre[1].
- L'association des Restos du Cœur, créée par Coluche en 1985, lance sa 24e campagne nationale. Au cours de la précédente campagne, les 51 500 bénévoles ont accueilli quelque 700 000 personnes à qui ils ont servi 91 millions de repas. Selon le président Olivier Berthe : « avant même le démarrage de la campagne, les inscriptions sont en hausse de 5 à 10 % par rapport à l'année dernière avec beaucoup de nouveaux venus, des retraités, des jeunes, des familles monoparentales mais aussi de nombreux « indépendants » comme des agriculteurs qu'on ne voyait qu'exceptionnellement ».

Régions
- Le ministre de l'Écologie Jean-Louis Borloo annonce qu'à la suite de la coupure générale intervenue début novembre, l'État va financer la construction d'une ligne à haute tension enterrée de 250 000 volts afin de sécuriser l'alimentation électrique du Sud-Est de la France.

Faits divers
- Ouverture à Nîmes du procès d'appel en assises de l'ex-capitaine de l'équipe de France de Rugby à XV, Marc Cécillon (49 ans), accusé d'avoir tué son épouse de cinq balles de revolver 357 Magnum. Il avait été condamné en première instance, le 10 novembre 2006 à 20 ans de réclusion criminelle par la cour d'assises de l'Isère. Les faits se sont déroulés à Saint-Savin (Isère) devant une cinquantaine de témoins au cours de la nuit du 7 au 8 août 2004, alors qu'il était saoul avec une alcoolémie de 2,65 g, son épouse ayant refusé de reprendre la vie commune avec lui[2].

### Mardi2 décembre 2008
Politique
- Presse : 
  - À la suite de l'affaire de l'arrestation de Vittorio de Filippis, le syndicat national des journalistes CGT, puis l'Union syndicale des journalistes CFDT quittent les états généraux de la presse : « Loin des déclarations élyséennes de bonnes intentions sur la nécessité d'une presse libre et de journalistes délivrés de la prolétarisation salariale qui est la leur, la justice a montré en quelle estime l'ensemble des journalistes et des équipes rédactionnelles seraient tenus demain »[3].
  - Le Syndicat national des journalistes met en garde contre les dangers d'une dépénalisation de la diffamation, qui aurait, selon lui, des « conséquences dramatiques pour la liberté de l'information [et craint une] régression qui nous ramène au Second Empire »[4].
- Université : Plusieurs milliers d'étudiants des IUT manifestent dans diverses villes pour dénoncer les risques que la loi relative à l'autonomie des universités (LRU) fait peser selon eux sur leur filière, estimant que « les budgets et l'intégrité des diplômes sont menacés ».
- Euthanasie : Remise du rapport parlementaire d'évaluation de la loi fin de vie de 2005 de Jean Leonetti, médecin et député-maire UMP d'Antibes au premier ministre François Fillon sur la fin de vie excluant la légalisation de l'euthanasie[5].
- Psychiatrie : Le président Nicolas Sarkozy annonce une réforme de l'hospitalisation d'office et un plan de 70 millions d'euros pour sécuriser les établissements psychiatriques. Le député PS Jean-Marie Le Guen, chargé des questions de santé, dénonce une « tentative d'amalgame faite entre les délinquants et les malades, les soins et l'ordre public, l'hôpital et l'enfermement ».
- Le Nouveau Centre d'Hervé Morin soutient la proposition de Martin Hirsch, haut commissaire aux Solidarités actives, de créer un « service public » pour la prise en charge des sans-abri : « nous soutenons également la nécessité de prendre en compte la globalité des difficultés auxquelles sont confrontées les personnes sans abri [citant, outre le logement], des problèmes lourds liés à l'addiction, à l'état de santé, l'isolement, le statut administratif, la sortie de prison ».

Régions
- Ouverture de la mosquée de Créteil, première vraie mosquée du Val-de-Marne avec dôme et minaret, un projet porté par l'Union des associations musulmanes de Créteil (UAMC)[6]. Inauguration le 18 décembre.

Faits divers
- Une escroc récidiviste de 55 ans est soupçonné d'avoir escroqué près de 80 personnes âgées en se faisant passer pour un banquier dans le Var, les Bouches-du-Rhône, le Vaucluse et l'Hérault.
- Une opération de gendarmerie menée dans trois départements de l'ouest parisien — Seine-Maritime, dans l'Eure et les Yvelines — a permis de démanteler un réseau de trafiquants de drogue soupçonnés d'avoir écoulé environ 400 kg de résine de cannabis au cours des trois dernières années. Lors de l'opération soutenue par le Groupement d'intervention régional de Haute-Normandie qui associe police, gendarmerie, douanes et services fiscaux, ont été saisis 5 kg de résine, 5 000 euros en numéraire et un lot de flacons de parfum volés. 49 personnes ont été interpellées, 11 ont été mises en examen pour infractions à la législation sur les stupéfiants et vol en bande organisée et 6 ont été écrouées.

### Mercredi3 décembre 2008
Politique
- Élections prudhommales[7]. Le taux de participation des salariés des entreprises privées est en baisse avec 25,5 % de salariés ayant voté (-6,7 pts), mais en hausse parmi les employeurs à 31,5 % (+4,9 pts)[8].
- Lors d'une table ronde sur la pauvreté à Compiègne (Oise), le président Nicolas Sarkozy annonce que 160 millions d'euros allaient être alloués par l'État pour l'amélioration des centres d'hébergement pour démunis et 20 millions pour les associations qui distribuent de l'aide alimentaire, afin de leur permettre d'« améliorer la qualité de leurs entrepôts ». Il a aussi annoncé que les pensions de réversion seront portées à 60 % en 2010, ce qui correspond à 80 euros supplémentaires par mois pour 600 000 personnes.
- À la suite des propos tenus le 6 novembre dernier par le cardinal André Vingt-Trois, lors de la Conférence des évêques de France, un collectif d'une quinzaine de femmes catholiques portent plainte devant le tribunal ecclésiastique de l'Officialité, qui s'appuie sur le droit canonique. Le cardinal a regretté « la maladresse de [son] expression » et a assuré que « dans l'exercice de [sa] responsabilité », il « n'hésite jamais à appeler des femmes à des responsabilités quand elles sont en situation de les exercer ».
- Trois députés de Seine-Saint-Denis — Éric Raoult, Patrice Calméjane et Gérard Gaudron — saluent « les propositions concrètes et réalistes » du rapport Varinard sur la refonte de la justice des mineurs, estimant qu'« elles collent aux réalités vécues par la population du 93 » et vont « permettre des réponses pénales rapides et graduées » allant dans le sens d'une « justice des mineurs plus lisible ». Ils précisent qu'elles sont « une bonne nouvelle pour la Seine-Saint-Denis » car « réclamées par de nombreux élus » partisans de la nécessité de s'adapter « à la violence juvénile montante et inquiétante qui a créé une classe d'âge d'impunité »[9].

Régions
- Le maire de Paris Bertrand Delanoë affirme que « l'État doit 220 millions d'euros à la ville de Paris dont plus de 100 millions sur le seul financement du RMI » et dans le cadre du budget 2009, « ils vont nous dérober 60 millions d'euros supplémentaires ». Selon le maire « nous ne sommes pas les seuls dans ce cas là [...] les autres collectivités locales [le sont] aussi, en proportion, [mais] c'est vrai qu'ils ont un petit faible pour emmerder Paris ».

Faits divers
- Un poste de police est incendié à Montataire (Oise) par une bande de « jeunes » voulant venger la mort d'un des leurs tué six jours auparavant par les gendarmes alors qu'il se trouvait à bord d'un véhicule avec deux autres personnes suspectées d'avoir commis un car jacking, un vol de carburants durant cette même nuit et d'avoir forcé un premier barrage[10].
- À la suite d'une intervention musclée de la gendarmerie dans les locaux du collège de Marciac (Gers), la polémique se développe[11].
- Une bande d'une cinquantaine de « jeunes » a attaqué le lycée Marcel-Pagnol dans l'Est de Marseille, en lançant des projectiles. Deux d'entre ont utilisé des armes et l'un a même tiré sur le proviseur avec un pistolet à billes de plomb[12].
- L'humanitaire français, enlevé il y a un mois en Afghanistan, est libéré par ses ravisseurs, sans versements de rançon, mais après de longues négociations. Selon l'ONG Solidarité laïque, les « ravisseurs ont intégré que nous étions une ONG qui n'a pas de gros moyens, que Dany est un travailleur humanitaire, ils ont tenu compte du fait que sa santé commençait à se dégrader »[13].
- Cinq jeunes filles de 13 à 18 ans, en fugue d'un foyer de placement sont mises en examen pour extorsion de fonds précédée, accompagnée ou suivie d'actes de torture et de barbarie, après avoir torturé à Saint-Amand-les-Eaux (Nord) un homme qui les avait accueillies[14].
- Deux marginaux SDF, soupçonnés d'au moins trois meurtres depuis 2005, sur d'autres SDF, sont arrêtés à Strasbourg[15].
- La Cour d'assises de Savoie, condamne à des peines de prison trois Serbes, membres des Pink Panthers, une organisation criminelle internationale spécialisée dans les braquages à mains armées de bijouterie de luxe et regroupant plus de deux cents criminels dont une centaine d'identifiés, principalement issus des pays de l'ex-Yougoslavie[16].
- Neuf personnes du milieu des collectionneurs d'armes sont interpellés dans l'agglomération de Nantes pour trafic d'armes de guerre et d'autres types.

### Jeudi4 décembre 2008
Politique
- Justice : Un collectif d'organisations de gauche et de syndicats parmi lesquels la Ligue des droits de l'homme, le Syndicat de la magistrature, le PCF, la LCR, l'Unef, la CGT pénitentiaire, ont appelé aujourd'hui à « s'opposer à la mise en œuvre » du rapport Varinard sur la justice des mineurs.
- Université : La ministre de l'Enseignement supérieur Valérie Pécresse affirme que la loi sur l'autonomie des universités (LRU), qui inquiète les instituts universitaires de technologies (IUT), allait leur apporter « trois garanties », dont celle du financement[17].
- Télévision : Les députés votent l'article 8 du projet de loi sur l'audiovisuel, qui prévoit la nomination en Conseil des ministres du PDG de France Télévisions qui ne sera plus nommé par le Conseil supérieur de l'audiovisuel (CSA), mais en conseil des ministres, après avis conforme du CSA et des commissions parlementaires. Selon le PS, « ce coup d'État audiovisuel [...] montre l'intention [de Nicolas Sarkozy] d'avoir une télévision publique à sa botte ». Les Verts dénoncent « un coup de force qui institue la dépendance politique du président de France Télévisions [...] la naissance d'une télévision d'État »[18].
- Dans le cadre de la politique d'ouverture et de gestion collégiale du Sénat, le sénateur PS Claude Domeizel (Alpes-de-Haute-Provence) a été nommé à la CNIL (Commission nationale de l'informatique et des libertés).
- Le président Nicolas Sarkozy annonce un plan de relance de 26 milliards d'euros pour soulager la trésorerie des entreprises et accélérer les investissements publics. Des mesures particulières concernent les secteurs du logement et de l'automobile. Ce plan devrait porter le déficit public de la France à près de 4 points de PIB l'an prochain, contre 3,1 prévus initialement[19]. 
  - Le président de l'Assemblée nationale Bernard Accoyer (UMP) estime que ce « plan de relance ambitieux et audacieux [...] en direction de l'investissement va soutenir l'activité et relancer l'économie ».
  - Selon, Jacques Myard (député UMP souverainiste), ce plan « va directement à l'encontre des certitudes idéologiques de la Commission Européenne, notamment au regard des garanties de l'État aux projets des grandes entreprises et du pacte de stabilité [...] La Commission de Bruxelles doit se soumettre ou se démettre ».
  - Selon Nicolas Dupont-Aignan (député non inscrit, président de Debout La République), il faut ne « pas se contenter de ce plan, mais en accroître tout de suite le montant [...] et surtout mettre en œuvre une réorientation radicale de la politique économique, avec la modulation de l'IS pour les entreprises qui réinvestissent leurs profits, la dévaluation de l'euro, un réel effort de relance dans chaque pays membre, et l'instauration d'un protectionnisme européen raisonnable aux frontières de l'UE ».
  - L'Association française des usagers des banques (Afub) estime que le plan de relance ne prend pas en compte les ménages en difficulté pour rembourser leurs crédits et demande « la mise en place d'un moratoire en faveur des trente mille ménages confrontés aux crédits-relais et à l'impossibilité de rembourser », « une limitation réglementaire des prêts à taux variables », « une réduction de ces taux artificiellement élevés pour les crédits permanents-revolving » et souhaite l'instauration d'« un médiateur du crédit des particuliers » pour les ménages en difficulté pour rembourser leurs crédits.

Économie
- Sony France annonce la fermeture de son usine de Pontonx-sur-l'Adour qui emploie 312 personnes.
- Début d'une grève à l'initiative de la CGT du port de Marseille pour s'opposer à la mise en place de la réforme portuaire, engagée par la loi du 4 juillet 2008 qui prévoit le détachement vers le privé des personnels de la manutention portuaire (grutiers, portiqueurs).

Faits divers
- Cinq « jeunes », soupçonnés d'avoir activement participé aux violences urbaines de Vitry-le-François (Marne) dans la nuit du 14 au 15 juin, ont été mis en examen pour « participation à un attroupement armé » et « dégradations volontaires ». Deux ont été incarcérés et trois ont été remis en liberté sous contrôle judiciaire. Une première vague de 35 interpellations a eu lieu le 14 octobre dernier; 19 personnes ont été mises en examen et 6 ont été écrouées.
- Casse du siècle à la bijouterie Harry Winston, avenue Montaigne à Paris. Le butin s'élève à près de 85 millions d'euros de bijoux volés[20].

### Vendredi5 décembre 2008
Politique
- Gouvernement : 
  - Le secrétaire général de l'UMP, Patrick Devedjian est nommé ministre de la Relance économique chargé de veiller à l'application du plan de relance économique de 26 milliards d'euros dévoilé hier à Douai par le président Nicolas Sarkozy; de ce fait, il démissionne de son poste à l'UMP, mais conserve la présidence du conseil général des Hauts-de-Seine. Le président du Front national Jean-Marie Le Pen qualifie de « hochet » le poste de ministre de la Relance économique : « Un tel ministère ne sert évidemment à rien, dans la mesure où le vaste ministère de l'Économie, de l'industrie et de l'emploi recouvre toutes les compétences nécessaires à une éventuelle relance économique ».
  - Le premier ministre François Fillon désavoue la ministre de la justice Rachida Dati sur l'opportunité d'autoriser l'incarcération dès 12 ans des mineurs dans certaines affaires criminelles, après l'avoir été lundi par le président Nicolas Sarkozy dans l'interpellation controversée du journaliste de Libération Vittorio de Filippis.
- Parti socialiste : 
  - Les partisans de Ségolène Royal annoncent qu'ils ne participeront pas à la nouvelle direction du parti socialiste après avoir reçu le texte d'orientation politique proposé par la nouvelle première secrétaire Martine Aubry. Ils reprochent au texte de refuser l'alliance avec le MoDem et demandent que Ségolène Royal deviennent la présidence de la Fédération nationale des élus socialistes et républicains (FNESER) et la future no 2 du parti socialiste[21].
  - François Lamy, bras droit de Martine Aubry, déclare que le texte d'orientation, soumis à l'équipe de Ségolène Royal, était « un point d'équilibre entre les positions des trois motions » - celles de Mme Aubry de Bertrand Delanoë et de Benoît Hamon - qui ensemble « ont recueilli la majorité lors du vote des militants [...] c'est assez logique qu'il y ait des désaccords avec la motion soutenue par Ségolène Royal, puisqu'il y avait deux lignes politiques différentes [...] nous prenons acte [...] mais nous restons ouverts pour l'avenir [et] nous souhaitons que petit à petit, dans les semaines qui viennent le parti se rassemblera dans l'action ».
- Manifestations lycéennes dans plusieurs villes de région (Avranches, Brest, Cahors, Castelsarrasin, Colmar, Figeac, Lyon, Mulhouse, Nantes, Vire). La réforme des lycées prévoit une division de l'année en deux semestres et 30 h de cours par semaine, dont 21 d'enseignements généraux, avec deux nouveautés : 6h de modules au choix et 3h d'accompagnement éducatif.

Société
- La chaîne payante d'informations sportives Eurosport, filiale du groupe TF1, est désormais diffusée en haute définition. Quelque 2 000 heures de programmes seront disponibles dès la première année avec des images produites et réalisées en haute définition (mode "HD native").
- Démarrage du 22e Téléthon durant trente heures de direct avec comme parrain de l'édition 2008, le chanteur Julien Clerc. Quelque 22 000 manifestations, auxquelles participent des dizaines de milliers de bénévoles, sont prévues sur le terrain pour faire appel à la générosité des Français pour la recherche sur les maladies génétiques. L'édition 2007 avait permis de récolter 102,3 millions d'euros[22].

Faits divers
- Dans le cadre des manifestations lycéennes dans plusieurs villes de région, une manifestation de trois cents lycéens dégénère dans la violence à Auch; une dizaine de manifestants sont interpellés par la police.
- Affaire FNSEA : L'ancien président Luc Guyau et sept autres coprévenus sont relaxés par le tribunal correctionnel de Paris. Ils étaient soupçonnés d'avoir détourné 16 millions d'euros au profit du syndicat agricole.

### Samedi6 décembre 2008
Politique
- Parti socialiste : Ségolène Royal n'assiste pas au conseil national du PS chargé d'entériner la nouvelle direction formée par Martine Aubry. La nouvelle équipe de direction comprend notamment : l'eurodéputé Benoît Hamon, devient le porte-parole, sa motion a obtenu 18,5 % au Congrès de Reims ; le député Arnaud Montebourg, entre au secrétariat national chargé de la rénovation ; le député François Lamy est le conseiller politique de Martine Aubry ; le député européen Harlem Désir, proche de Bertrand Delanoë est chargé de la coordination. Vincent Peillon, lieutenant de Ségolène Royal, regrette que la direction du parti ait pris un « faux départ » et que « tout a été fait pour mettre Ségolène Royal dehors ».
- Les Verts : Ouverture à Lille du congrès des Verts en présence de 528 délégués. Cécile Duflot est réélue à une large majorité à la tête du parti[23].
- Le président du MoDem François Bayrou « n'envisage pas » de voter le plan de relance de l'économie qu'il juge « insuffisant », et aurait souhaité « un grand emprunt européen de 3 % du PIB [...], dans lequel chaque État aurait été libre de puiser pour conduire ses politiques de relance ». Il estime qu'« on ne peut pas se servir de la crise pour faire sauter les règles qui permettent de se défendre contre le gaspillage d'argent public, la corruption et l'arbitraire »[24].
- Le président Nicolas Sarkozy rencontre le dalaï-lama à Gdansk (Pologne).

Économie
- 2 500 à 3 000 personnes manifestent à Dijon contre la suppression des usines de production de moutarde de Dijon et d'Appoigny du groupe Amora Maille.

Régions
- Hervé Morin, ministre de la Défense, président du Nouveau Centre et conseiller régional de Haute-Normandie, souhaite une réunification avec la région de Basse-Normandie à l'issue des prochaines élections régionales de 2010 et annonce envisager un projet de référendum sur cette réunification si les présidents socialistes des deux régions refusent de lancer la procédure via les collectivités locales.
- Dominique Bussereau, président du conseil général de Charente-Maritime et Jean-Pierre Raffarin, sénateur de la Vienne, proposent de fusionner les régions Aquitaine et Poitou-Charentes.

Société
- Manifestation de quelque deux mille teufeurs à Rennes en marge du festival des Trans Musicales pour réclamer le droit à la fête et réclamer l'arrêt de la répression contre les rave-parties.

### Dimanche7 décembre 2008
Politique
- En réaction au désaveu de la ministre de la Justice Rachida Dati par le premier ministre et le président de la République, l'ancien premier ministre Jean-Pierre Raffarin, prend sa défense sur Europe 1, estimant qu'« Il faut arrêter la chasse à Rachida. C'est une fille exceptionnelle [...] on l'a envoyée au feu pour mener des réformes très importantes. Je trouve très injuste qu'on attaque l'ensemble de ses prises de position [...] on s'attaque plus à sa personne qu'à sa politique [...] Nous sommes tous concernés par la réussite de Rachida Dati. Nous devons protéger la diversité ».
- Toujours sur Europe 1, au sujet du projet de réforme de l'audiovisuel, Jean-Pierre Raffarin dénonce « la stratégie d'obstruction de la gauche » mais estime qu'en cas de recours du gouvernement au décret pour acter la suppression de la publicité en soirée sur France Télévisions, « le Sénat serait quelque peu irrité de voir s'appliquer une décision exécutive avant l'issue du débat parlementaire [...] Il est pour moi hors de question qu'on puisse engager la réforme avant que le débat parlementaire ne soit achevé ».
- Le porte-parole du PS Benoît Hamon exhorte le gouvernement à rétablir « une forme d'autorisation administrative de licenciement ». En réponse, le porte-parole du gouvernement Luc Chatel reproche aux socialistes de « répondre à la crise » avec des « idées du XIXe siècle ».
- Élections partielles : Saint-Martin-Vésubie (cantonale, Éric Ciotti, UMP, 78,46 %). Bras droit de Christian Estrosi (UMP), député-maire de Nice et président du conseil général des Alpes-Maritimes, il devrait lui succéder rapidement à la présidence.

Culture
- Décès du dessinateur Gérard Lauzier (76 ans), auteur de bandes dessinées et réalisateur de films.

Société
- Selon une étude de la Fédération hospitalière de France publiée dans le Journal du dimanche, trop d'accouchements se font par césarienne en France, qui dénonce la tendance à multiplier ces interventions par commodité ou intérêt économique, particulièrement dans les cliniques privées[25].
- Décès du célèbre commissaire de police Georges Nguyen Van Loc (75 ans), surnommé « le Chinois » par le milieu du grand banditisme[26].
- Décès de Maurice Bujon (94 ans), qui fut un grand patron de presse de l'après-guerre et dirigea le Midi libre jusqu'en 1996[27].

Sport
- Le Français Sébastien Loeb, en remportant sur Citroën C4, le rallye de Grande-Bretagne, permet à Citroën de redevenir champion du monde des constructeurs aux dépens de Ford, titré en 2006 et 2007.

Faits divers
- 67 kg le cocaïne colombienne pure à 97 % sont saisis par les douanes à Sausheim (Haut-Rhin). Plusieurs interpellations ont eu lieu en France et en Suisse dont un Italien, une Sud-Américaine, un Turc et un Vénézuélien. Au total, le réseau aurait importé 129 kg de cocaïne pure en Europe.

### Lundi8 décembre 2008
Politique
- Parti socialiste : 
  - Selon un sondage[28], les meilleurs candidats socialistes potentiels pour la prochaine présidentielle, sont Dominique Strauss-Kahn (25 %), Ségolène Royal (15 %), Bertrand Delanoë (15 %), Martine Aubry (10 %), Benoît Hamon (9 %), Laurent Fabius (3 %) et François Hollande (3 %).
  - Le PS annonce le lancement d'une campagne contre la proposition de loi sur travail dominical.
  - Jean-Louis Bianco estime que Désirs d'avenir, l'association de l'ex-candidate à l'Élysée, « allait être plus que jamais le pivot d'une reconstruction » et pourrait être un « pont entre ceux qui ont envie de partir et ceux qui ont envie de venir [...] le pivot d'une reconstruction pour élargir notre base électorale, avec des jeunes, des chefs d'entreprise, des syndicalistes, des chercheurs ».
- En réponse aux critiques et menaces chinoises, le président Nicolas Sarkozy déclare : « Le devoir d'un président français, c'est de rencontrer tous les prix Nobel de la paix qui souhaitent le rencontrer, quelles que soient leurs origines, quelles que soient leurs convictions, quelle que soit la cause qu'ils défendent [...] la France serait infidèle à son histoire si la France ne faisait pas toujours une place spécifique à ceux et à celles qui ont obtenu cette distinction remarquable qui est le prix Nobel de la paix ».

Société
- Les Assedic sont débordés par le nombre de nouveaux chômeurs qui désirent s'inscrire. Près de 100 000 chômeurs attendent de pouvoir s'inscrire, mais leur dossiers d'indemnisation sont en souffrance pour cause d'engorgement. Ces difficultés empêchent les Assedic d'être en mesure de verser les allocations aux personnes dont les dossiers d'indemnisation n'ont pas été étudiés[29].

Société
- Le chef Paul Bocuse inaugure à Écully, près de Lyon, le Centre de recherche de son École des Arts culinaires, un « centre unique en Europe » au service de l'amélioration de l'alimentation[30].

Faits divers
- Près de 500 tombes musulmanes du cimetière militaire Notre-Dame de Lorette, à Ablain-Saint-Nazaire près d'Arras, et 27 autres du carré israélite adjacent, ont été profanées dans la nuit, avec des inscriptions insultantes envers l'islam, des croix gammées et des tags.
- 67 chiens ont été découverts dans l'appartement deux pièces d'un couple de septuagénaires de Castelmoron-sur-Lot (Lot-et-Garonne)[31].
- Trois membres présumés de l'organisation séparatiste basque espagnole ETA sont arrêtés à Gerde (Hautes-Pyrénées) par la police, dont l'un a été identifié comme le nouveau chef de l'ETA militaire.

### Mardi9 décembre 2008
Politique
- Gouvernement :
  - Le premier ministre François Fillon dans un discours prononcé à Paris devant les États généraux des chambres de commerce et d'industrie : 
    - s'affirme contre une relance par la consommation qui « n'aurait pas beaucoup de sens dans un contexte de baisse rapide des prix et des taux d'intérêt [...] la glorieuse relance par la consommation » décidée par la gauche en mai 1981, « a produit une augmentation sans précédent du chômage, de l'inflation, des déficits extérieur et intérieur [...] cela s'est terminé par le fameux plan de rigueur [de 1983] qui s'est traduit par la dévaluation de la monnaie, et par le gel des salaires et des prix » ;
    - fixe à 2014 l'objectif d'un retour à l'équilibre budgétaire ;
    - annonce la fin de l'inscription automatique des privilèges pour les entreprises faisant faisant face à des « difficultés de trésorerie passagères » :  « Aujourd'hui, beaucoup d'entreprises de bonne foi se retrouvent en grande difficulté et ont du mal à honorer leurs impôts et leurs cotisations sociales, du fait de difficultés de trésorerie passagères [...] Le non-paiement de dettes publiques entraîne automatiquement l'inscription de privilèges, ce qui place l'entreprise dans des difficultés encore plus grandes. Et cela même si vous avez négocié des délais de paiement avec le comptable public [...] une entreprise qui a anticipé ses difficultés, négocié des délais de paiement et respecte son plan d'apurement, n'est pas en situation de défaut ».

  - Le ministre des Affaires étrangères Bernard Kouchner considère que ce fut une « erreur » de mettre en place un secrétariat d'État aux droits de l'Homme[32] : « Il y a contradiction permanente entre les droits de l'Homme et la politique étrangère d'un État, même en France ».

- Parlement :
  - La proposition de loi UMP sur l'ouverture des magasins le dimanche est reportée en raison du débat sur l'audiovisuel public qui traîne en longueur du fait du combat acharné de l'opposition. Le débat sur le projet de loi du logement est aussi retardé à début 2009.

- Parti socialiste : 
  - Le nouveau secrétaire national aux Droits de l'Homme, Pouria Amirshahi affirme que « le Parti socialiste veut refonder, avec ses partis frères et ses alliés progressistes, une dynamique politique tournée vers les solidarités internationales, la contestation d'un libéralisme dominant qui insulte la dignité des hommes et la dénonciation de toutes les formes d'emprisonnement des consciences, des idées et des corps  ». Ce combat « commence aussi ici, en France : contre les fichages généralisés, contre la violation des droits des migrants, contre les pratiques policières douteuses, contre les procédures de justice expéditives, contre la détection des risques délinquance dès l'âge de trois ans, emprisonnement dès l'âge de 12 ans, etc. »
  - Henri Emmanuelli précise que le Parti socialiste ne demandait pas l'interdiction administrative des licenciements mais des « pénalités fortes » pour les entreprises qui procèdent à des « licenciements boursiers » : « Quand une entreprise est en difficulté et qu'elle licencie, on peut comprendre. Mais quand une entreprise accumule des bénéfices et licencie simplement pour améliorer sa rentabilité ou pour délocaliser, alors il faut des pénalités fortes ».

- Réforme des lycées : Manifestations dans plusieurs villes contre la réforme de l'éducation. À Bordeaux, quelque 1 200 lycéens ont manifesté, mais des incidents et des interpellations ont eu lieu en marge de la manifestation, notamment pour des vols à la tire et pour l'agression d'un fonctionnaire de police. À Brest, des affrontements entre jeunes et forces de l'ordre ont éclaté en marge de la manifestation lycéenne, un groupe très mobile de casseurs a brisé plusieurs vitrines, abribus et magasins et des pierres ont été lancées en direction des forces de l'ordre, quatre personnes ont été interpellées. À Nantes, des débordements ont aussi eu lieu.

- Union européenne :
  - La Cour européenne de justice condamne la France à une amende de 10 millions d'euros pour avoir tardé à transposer une loi européenne sur le contrôle de la dissémination des OGM dans l'environnement, finalement inscrite dans la législation française en juin 2008. La Commission européenne exigeait 38 millions d'euros.
  - José Bové annonce sa candidature aux prochaines élections européennes avec le rassemblement Europe Écologie.

Économie
- Les douanes annoncent un déficit record en octobre à 7,066 milliards d'euros, un nouveau record mensuel, contre 5,961 milliards d'euros en septembre, en données corrigées des variations saisonnières. Sur les douze derniers mois, le déficit cumulé s'établit en octobre à 56,201 milliards d'euros, autre record historique.

Société
- Le président Mohammed Moussaoui du Conseil français du culte musulman demande l'instauration d'une journée nationale dédiée à la « mémoire des musulmans de France » afin de « sensibiliser les jeunes à la contribution des musulmans qui sont tombés sur le champ d'honneur pour défendre la dignité de leur nation, la France, et la liberté de tous les Français, quelles que soient leur religion ou leur croyance ». Il souhaite que le président de la république effectue « un geste hautement symbolique » en se rendant au cimetière militaire où les tombes ont été profanées.

Faits divers
- La compagnie d'assurance Lloyd's offre une récompense d'un million US$ (780 000 euros) pour toute information permettant de retrouver les 85 millions d'euros de bijoux volés vendredi à la joaillerie Harry-Winston à Paris.
- Affaire Airbus/EADS : Olivier Andriès, ancien vice-président d'Airbus, soupçonné d'avoir profité d'informations privilégiées sur le groupe aéronautique EADS, a été mis en examen pour « délits d'initiés » et placé sous contrôle judiciaire[33]. 17 dirigeants et anciens dirigeants du groupe sont mis en cause par l'Autorité des marchés financiers (AMF), dont 11 sont toujours en poste chez EADS.
- Affaire de l'attribution du marché de la gestion des déchets de la ville de Paris : à la suite de la mise en examen de l'élue PS, Mireille Flam pour « favoritisme », le maire de Paris, Bertrand Delanoë est entendu par la police[34].

### Mercredi10 décembre 2008
Politique
- Gouvernement : 
  - Le ministre de l'Éducation Xavier Darcos dénonce « les mensonges ou les informations erronées » sur ses projets à l'Education nationale : « Dialogue, discussions, contestations mais pas désinformation [...] un mélange de mensonges ou d'informations erronées de nature à affoler les opinions publiques, qui est de la véritable désinformation ».
  - Selon le ministre du Budget, Éric Woerth, le déficit budgétaire 2009 « passera aux alentours de 70 milliards d'euros après plan de relance » mais « devrait très vite revenir à l'équilibre » d'ici 2012, car de nombreuses mesures du plan de relance « sont des mesures d'investissements » avancées à 2009 ou « des mesures de trésorerie pour les entreprises » ce qui « n'accroît pas le déficit sur le moyen terme »[35].
  - Le président Nicolas Sarkozy affirme qu'il ne veut pas mettre la télévision à sa botte avec le projet de loi sur l'audiovisuel public. « Cette réforme est excellente et je n'ai pas été élu pour l'immobilisme », estimant que la publicité impose « la tyrannie de l'audience, quart d'heure par quart d'heure [...] Ce qui rend fous nos opposants, c'est qu'on a mis le pied là où ils n'ont pas eu le courage d'aller ».
  - La commission Attali s'est félicitée aujourd'hui de la mise en œuvre de 138 mesures structurelles sur les 314 qu'elle avait proposées, « cependant, leur pendant social a été encore largement laissé de côté, privant les plus précaires de la protection nécessaire lorsque les changements engagés peuvent contribuer à la fragiliser ».
- Parti socialiste : François Lamy, conseiller politique de Martine Aubry affirme que « le meilleur des rassemblements est contre la politique de Sarkozy » et « la meilleure des thérapies au problème du Parti socialiste, c'est le travail contre la politique du gouvernement ». « C'est à travers ce travail d'opposition et de proposition qu'on arrivera à trouver les conditions du rassemblement » et alors « il y aura de la place pour tout le monde ». « Le plus beau cadeau du jour de l'An que pourraient faire les socialistes aux Français, c'est qu'on arrête de parler de nos affaires internes et de notre nombril » et « qu'on se préoccupe de trouver des réponses à la crise ».
- L'UMP considère que l'autorisation administrative de licenciement, proposée par le Parti socialiste, est une « solution démagogique qui ne marche pas  »et se dit « consternée » par cette proposition qu'elle juge « à la limite du populisme ». Selon la députée Chantal Brunel : « Ce système a déjà été mis en place par le passé sans empêcher le chômage de masse des années 1980 [...] Veut-on vraiment confier à des fonctionnaires le soin de décider si une entreprise est en bonne santé ou non ? Une entreprise doit-elle attendre de pouvoir justifier des pertes pour que l'administration l'autorise à prendre les mesures qui s'imposent ? »
- Journée nationale d'action des lycéens dans toutes les villes de France. Incidents à Brest.

Faits divers
- Arrivée en France de l'ex-membre des FARC, Wilson Bueno Largo, alias « Isaza » qui avait déserté le 26 octobre dernier en emmenant avec lui l'ex-parlementaire Oscar Lizcano, otage depuis l'an 2000. Il est accompagné d'Íngrid Betancourt, de sa compagne Liliana Banol, elle aussi ex-membre des FARC et d'un capital de 434 000 US$.

### Jeudi11 décembre 2008
Politique
- Le Conseil constitutionnel valide la quasi-totalité de la loi de financement 2009 pour la Sécurité sociale, notamment sa mesure la plus controversée qui autorise les salariés à travailler jusqu'à 70 ans. En revanche, il a censuré 19 des 120 articles de la loi, estimant qu'ils ne trouvaient « pas leur place dans une loi de financement de la Sécurité sociale »[36].
- Ouverture du 34e congrès du Parti communiste français pendant 4 jours. Selon le porte-parole des députés PCF, Alain Bocquet, le communisme est « un combat d'avenir », il faut une « réaffirmation du communisme et du Parti communiste ». Faisant référence à l'initiative politique de l'ancien secrétaire général Robert Hue et à l'ancien ministre Jean-Claude Gayssot, il se moque : « Le nombril c'est important, c'est là que commence la vie, mais quand le nombril monte à la tête ça devient souvent un pois chiche ! ».
- Amnesty International demande au ministre des Affaires étrangères, Bernard Kouchner, de « préciser ses propos » sur la « contradiction » entre les droits de l'Homme et la politique étrangère de la France, car selon Stephan Oberreit, le directeur général d'Amnesty International France,  « au-delà du débat sur l'utilité d'un secrétariat aux Droits de l'Homme, il semble remettre en cause le fait que les droits humains doivent être un paramètre majeur de la diplomatie français ». Amnesty est « assez au fait de ces questions pour savoir que l'existence d'un tel ministère ne suffit pas en soi pour faire reculer les violations des droits de l'Homme dans le monde et dans le pays considéré ».

Économie
- Dans le cadre du plan d'aide aux banques françaises, l'État souscrit pour 10,5 milliards d'euros de titres super subordonnés (TSS); parmi les banques bénéficiaires : Crédit agricole (3,0 milliards €), BNP Paribas (2,55 milliards €), Société générale (1,7 milliard €), Crédit mutuel (1,2 milliard €), Caisses d'épargne (1,1 milliard €) et les Banques populaires (0,95 md d'euros).
- Selon plusieurs sources, l'économie française a détruit des emplois au troisième trimestre, entre 10 800 et 71 000 selon les estimations[37].
- Selon le syndicat patronal de l'industrie pharmaceutique (LEEM), entre cinq et six mille postes de visiteurs médicaux seraient supprimés en France à l'horizon 2010, soit environ 20 % des effectifs d'une filière frappée par une mutation « prévisible ».
- L'équipementier automobile Faurecia annonce la suppression de 1 215 emplois d'ici 2011, dont 700 sur 2009.

### Vendredi12 décembre 2008
Politique
- Gouvernement : 
  - L'actuel secrétaire d'État chargé des Affaires européennes Jean-Pierre Jouyet est nommé à la présidence de l'Autorité des marchés financiers (AMF).
  - Le député UMP Bruno Le Maire succède à Jean-Pierre Jouyet au poste de secrétaire d'État chargé des Affaires européennes.
  - Dans une lettre à un journaliste, la ministre de la Justice Rachida Dati se dit « choquée » et a qualifié de « totalement faux » l'article du Point selon lequel elle pourrait mettre à profit sa connaissance de l'ancien fief de Nicolas Sarkozy, les Hauts-de-Seine, et de ses « histoires de famille ». Elle précise n'avoir eu aucun « contact » avec le journaliste pour son enquête[38],[39].
- Parlement : 
  - Dans le cadre de la réforme de l'audiovisuel public, l'Assemblée nationale adopte le principe controversé de la suppression de la publicité sur France Télévisions à partir du 5 janvier 2008 entre 20H00 du soir et 06H00 du matin[40].
  - Le Sénat adopte la loi autorisant le gouvernement à procéder à un nouveau redécoupage électoral et permettant aux ministres élus quittant le gouvernement de retrouver automatiquement leur siège.
- Congrès du PCF : Les militants distribuent 80 000 faux billets de 500 € avec un verso « tract ». Une liste surprise « Ensemble pour une alternative communiste » s'oppose à Marie-George Buffet[41]. Cette liste rassemble divers courants exclus de la majorité, ainsi que les opposants à la ligne de réaffirmation identitaire impulsée la direction actuelle.

- Parti socialiste :
  - L'ancien premier ministre Lionel Jospin juge que le plan de relance « néglige la consommation » et contient un « risque d'imprudence politique », dans une population « paupérisée » qui voit des « dizaines de milliards » donnés au secteur financier[42].

Économie
- Le groupe gazier russe Gazprom compte tripler sa distribution de gaz en France pour la faire passer à 1,5 milliard de m³ d'ici trois à cinq ans.
- L'équipementier en télécommunications Alcatel-Lucent annonce vouloir réduire d'un millier environ le nombre de postes de managers et d'environ 5 000 le nombre de ses sous-traitants.

Faits divers
- Le président de la SNCF Guillaume Pepy affirme qu'une filiale de la Deutsche Bahn, les  chemins de fer allemands, baptisée EuroCargoRail, a piraté le réseau internet de la SNCF pour tenter de débaucher des conducteurs du transport de marchandises.
- Affaire des mariages blancs franco-tunisiens : des peines de trois ans de prison, dont deux avec sursis, à six mois avec sursis ont été prononcées à l'encontre de 91 prévenus jugés en correctionnelle à Clermont-Ferrand. Les « épouses » françaises ont été condamnées à des peines de trois à six mois de prison avec sursis[43].
- Une manifestation de soutien aux étudiants et lycéens grecs organisées devant l'ambassade de Grèce à Paris, s'est terminée en échauffourées aux Champs-Elysées, lorsqu'une partie des manifestants, considérés comme des membres de la mouvance autonome, ont tenté de semer la pagaille aux environs du Fouquet's.
- Un réseau roumain de proxénétisme est démantelé dans la région de Rouen et de Caen[44].
- Un jugement rendu le mois dernier par le tribunal administratif de Versailles pourrait porter un coup dur au système des radars. Pour la première fois, les juges remettent en cause les avis de contraventions adressés aux automobilistes par lettre simple. Cette décision ouvre la voie à des milliers de recours[45].

### Samedi13 décembre 2008
Régions
- Début d'un week-end d'importantes chutes de neige dans le centre et l'est de la France. Pluies torrentielles sur la côte méditerranéenne. Quelque 100 000 foyers privés d'électricité.

### Dimanche14 décembre 2008
Politique
- Gouvernement :
  - Le ministre de l'Éducation Xavier Darcos annonce que l'enseignement des sciences économiques va devenir obligatoire en classe de seconde, dans le cadre de la réforme du lycée[46],[47]. Il estime que les manifestations contre le projet de réforme n'étaient « pas à proprement parler un mouvement lycéen. Au printemps dernier, ils étaient 200 000 dans la rue, contre 20 000 à 30 000 aujourd'hui ».
  - La ministre de la Culture Christine Albanel envoie un courrier au président de France Télévisions, Patrick de Carolis, lui demandant de décréter lui-même la suppression partielle de la publicité adoptée vendredi par les députés dans l'attente que la loi soit définitivement promulguée.

- Congrès du PCF : Marie-George Buffet est réélue avec 67,72 % pour un quatrième mandat à la tête du Parti communiste français. Trois autres listes alternatives étaient soumises au vote des quelque 800 délégués réunis lors du 34e Congrès du PCF à La Défense.

- 109e congrès du Parti radical à Massy : Jean-Louis Borloo appelle les « orphelins du progressisme et de la social-démocratie » à se rallier à l'idée d'« états-généraux du nouveau siècle à bâtir », en clôturant le  (associé à l'UMP) qui se tenait ce week-end à Massy (Essonne). Il a évoqué la « gauche qu'on n'a pas entendue parler de la France, de l'Europe et du monde » et les socialistes « qui sont de plus en plus entre eux et de moins en moins tournés vers les autres ».

- Parti socialiste : le député Arnaud Montebourg, secrétaire national chargé de la rénovation du PS, estime[48], que la France est « une cocotte-minute au bord de l'explosion [...] il est tout à fait possible que les tensions sociales explosent ». Il a décrit « la déferlante des plans sociaux [...] les petites foules de 40 à 50 personnes à la sortie des supermarchés à Paris qui viennent ramasser dans les poubelles, et vous voyez des gens habillés très bien [...] les dégâts faits aux libertés publiques [...] Le sarkozysme n'est pas viable sur le long terme ». Il estime aussi que l'ancienne candidate à l'élection présidentielle Ségolène Royal a « confondu 2008 et 2012 [...] le parti augmente ses divisions dans des batailles d'écurie présidentielle, quatre ans avant l'échéance.
- Réunion ministérielle "informelle" sur l'Afghanistan à Paris avec douze pays participants.

- L'association Droit au logement a de nouveau installé à Paris un campement de trottoir abritant sous une bâche une soixantaine de personnes, en majorité des femmes et des enfants, pour « obtenir des logements [...] Les engagements de l'État il y a un an de reloger 374 familles sans logis de la rue de la Banque, en échange du démontage du campement, n'ont pas été tenus ».

- Élections partielles : 
  - 1re circonscription de la Marne (législative, Arnaud Robinet, UMP, 52,49 %), provoquée par la démission du ministre Renaud Dutreil.
  - Châteauroux-centre (cantonale, Florence Petipez, UMP, 53,47 %), provoquée par la démission du sénateur-maire de Châteauroux Jean-François Mayet (UMP, 68 ans), pour cause de cumul des mandats.
  - 6e canton de Bastia, (José Martelli, PRG, 100 %), provoquée par la démission du sénateur François Vendasi (PRG), pour cause de cumul des mandats.

Économie
- Dans l'affaire Bernard Madoff, la BNP-Paribas reconnaît qu'elle pourrait avoir perdu 350 millions d'euros dans l'escroquerie du gérant de fonds américain. La banque dévoile qu'en octobre et novembre, ses activités de financement et d'investissement ont perdu 1,6 milliard.
- Le directeur général d'Eco-Emballages Bernard Hérodin quitte ses fonctions à l'issue du conseil d'administration de la société impliquée dans un placement catastrophique aux îles Caïmans.

Faits divers
- Affaire Antonio Ferrara : Au terme d'un procès hors-norme, marqué par de nombreux incidents, le braqueur Antonio Ferrara (35 ans) est condamné à 17 ans de réclusion criminelle par la cour d'assises de Paris pour sa spectaculaire évasion de la prison de Fresnes (Val-de-Marne), le 12 mars 2003, l'ancien surveillant de Fresnes, Hocine Kroziz (36 ans) est reconnu coupable de complicité (téléphone portable, explosif) et condamné à 12 ans de réclusion criminelle, l'avocat people Karim Achoui (41 ans) est condamné à sept ans de prison pour sa complicité dans l'évasion. Quatre autres accusés, reconnus comme membres du commando et coupables de tentative d'assassinat, ont été condamnés à 15 ans de réclusion criminelle.

### Lundi15 décembre 2008
Politique
- Gouvernement :
  - Le nouveau secrétaire d'État aux Affaires européennes Bruno Le Maire déclare sur RTL que la secrétaire d'État aux Droits de l'Homme Rama Yade, a fait un « travail utile » notamment son action en faveur du « droit des femmes », et de « l'adoption » : « Tout ce qui est fait pour défendre les Droits de l'Homme est bien ». Selon un sondage publié par Le Parisien, 48 % des Français se disent favorables à ce que la défense des droits de l'homme soit prise en charge par un secrétariat d'État spécifique et non directement par le ministre des Affaires étrangères. Il déclare aussi qu'il n'était « pas favorable actuellement à l'entrée de la Turquie dans l'Union Européenne », car, selon lui, « les conditions ne sont aujourd'hui pas réunies pour son adhésion ».
  - Le ministre de l'Éducation Xavier Darcos reporte de un an sa réforme des lycées pour éviter le risque de voir cette réforme constituer l'étincelle qui mette le feu aux poudres[49]. Des milliers de lycéens ont défilé dans de nombreuses villes du pays.
  - La ministre de l'Intérieur Michèle Alliot-Marie annonce la création d'un Conseil économique de sécurité chargé de lui faire des propositions en vue d'une approche globale de la sécurité mêlant les secteurs public et privé. Il s'agit d'un outil de « prospective pour savoir quel niveau de sécurité assurer à la France et dans quelles conditions » pour « davantage de cohérence dans les démarches de sécurité », par exemple dans la problématique de la protection des logements.
  - Le premier ministre François Fillon, annonce 350 millions d'euros supplémentaires destinés, via l'Agence nationale pour la rénovation urbaine (ANRU), à relancer des projets de construction. De nombreux projets de logements à rénover sont bloqués « parce que le coût réel des travaux est sensiblement supérieur aux prévisions initiales », l'importante hausse du coût de la construction est l'une des raisons principales de ce blocage — +17 % en un semestre.
  - Le taux d'indemnisation des salariés au chômage partiel devrait passer de 50 % à 60 % de la rémunération horaire brute début 2009, avec un montant minimum porté de 4,42 à 6,84 euros.

Économie
- Le président Nicolas Sarkozy réunit au Palais de l'Élysée, les acteurs de la filière automobile — constructeurs automobiles, fournisseurs et sous-traitants — pour faire le point sur leur situation, l'application des mesures du plan de soutien à leur secteur et les perspectives en 2009. L'actuel plan de relance de l'économie prévoit la création d'une « prime à la casse » de 1 000 euros pour les véhicules de plus de dix ans en échange de l'achat d'une voiture neuve et peu polluante. Il prévoit aussi un soutien aux filiales bancaires des deux constructeurs automobiles français, sous forme d'un prêt de deux fois 500 M€ (à un taux de 8 %) et la mise en place d'un fonds d'investissement par les grands acteurs de la filière, en premier lieu Renault et PSA, afin d'aider aux restructurations des entreprises automobiles sous-traitantes.
- EDF Energies Nouvelles, met en service à Salles-Curan, situé à l'ouest de Millau (Aveyron), le « plus grand parc éolien de France », d'une capacité de 87 mégawatts (MW). Le parc comprend 29 éoliennes de 3 mégawatts (MW) chacune capable de fournir « l'électricité correspondant à la consommation annuelle de plus de 100 000 habitants, soit près de 40 % de la population du département ». À ce jour, EDF EN a développé et construit en France 345 MW et mène la construction d'une dizaine de projets supplémentaires.
- Dans l'affaire Bernard Madoff, après la BNP-Paribas, la banque Natixis reconnait avoir perdu jusqu'à 450 millions d'euros dans l'escroquerie, en octobre, elle avait subi une perte de trading de 751 M€ sur les marchés. Le CIC aurait perdu 90 M€. La banque Dexia aurait perdu 85 M€ et ses clients fortunés auraient aussi perdu directement près de 78 M€. La Société générale reconnaît qu'elle pourrait avoir perdu un peu moins de 10 M€, ainsi que le Crédit agricole qui évalue aussi à moins de 10 M€ ses pertes liées à l'escroquerie.
- Le groupe de chimie français Arkema, qui anticipe une chute de son chiffre d'affaires de 15 %, va réduire sa production sur la moitié de ses 80 sites dans le monde, essentiellement en Europe et en Amérique du Nord.
- Le groupe Le Monde pourrait enregistrer une perte d'exploitation de 4,7 millions d'euros en 2008 en raison du plan de départs volontaires représentant un coût de « 17 à 20 millions d'euros » entièrement imputé sur l'exercice. Le plan de départs, qui porte sur 110 salariés dont 60 journalistes, devrait permettre de « réaliser une économie en année pleine de 11 millions » d'euros.

Régions
- Début de trois jours de perturbation du trafic SNCF dans plusieurs régions. Le mouvement de grève des conducteurs à l'appel de la CGT, FO et Sud-Rail concernant les modalités de passage aux horaires d'hiver et à la mise en place de trains « cadencés » - plus nombreux et à horaires fixes.

Société
- Trente-neuf psychiatres publient dans le journal Libération une tribune signée dans laquelle ils dénoncent la « relance de la politique de la peur » et « refusent se servir de caution à la dérive idéologique » du président Nicolas Sarkozy : « Il aura suffi d'un fait divers dramatique pour relancer une politique de la peur, dont le projet de centres de rétention de sûreté, tout comme les soins sans consentement [...] sont le parachèvement [...] En amalgamant la folie à une pure dangerosité sociale, en assimilant la maladie mentale à la délinquance, est justifié un plan de mesures sécuritaires inacceptables [...] Nous, psychiatres [...] refusons de servir de caution à cette dérive idéologique de notre société et refusons de trahir notre responsabilité citoyenne et notre éthique de soins dans des compromissions indignes et inacceptables ».
- Décès à Paris du professeur Claude Olievenstein (75 ans). Il était un spécialiste de la toxicomanie et a fondé en 1971 le centre médical Marmottan, une structure de soins publique pour les toxicomanes.

Faits divers
- Deux hommes, soupçonnés d'être en relation avec un réseau de 14 personnes soupçonnées d'appartenir à la mouvance islamiste et démantelé jeudi en Belgique, sont arrêtés à Amiens et à Grenoble.
- 17 personnes sont interpellées dans les quartiers sud de Bastia lors d'une vaste opération anti-drogue.

### Mardi16 décembre 2008
Politique
- Selon le ministère de l'Agriculture, le revenu des agriculteurs français a baissé de 15 % en 2008 après deux années de suite de hausse, en raison de la flambée des prix du pétrole, des engrais et des aliments pour le bétail. Mi-novembre, le ministère avait annoncé un plan d'aide d'urgence de près de 250 millions d'euros pour répondre à la crise profonde que connaît le secteur.

- À l'appel des associations de défense des chômeurs AC!, Apeis, MNCP et du comité CGT des privés d'emploi, quelques centaines d'intermittents et de travailleurs précaires du spectacle ont manifesté près du siège du Medef à Paris pour « exiger un véritable droit à l'emploi et refuser la précarité » à l'occasion de la sixième séance de négociations relatives à la future convention Unedic sur l'indemnisation des chômeurs.

Économie
- Le groupe BNP-Paribas annonce la suppression de 800 postes de travail sur son activité marché, sur 16 000. Cette activité est en perte de 710 M€ sur les onze premiers mois de l'année.
- Onze sociétés françaises de négoce d'acier sont condamnées à une amende de 575,4 M€ par le Conseil de la concurrence pour entente illicite sur les prix entre mi-1999 et mi-2004. Pour maintenir leurs marges, ces entreprises sidérurgiques, dont trois filiales d'ArcelorMittal, avaient décidé d'unifier leur prix et de les relever de 5 à 10 %[50].

Faits divers
- Un mystérieux Front révolutionnaire afghan, inconnu des spécialistes, revendique la pose de cinq bâtons de dynamite, mais sans système de mise à feu — détonateur — dans les toilettes du grand magasin « Le Printemps » à Paris. Ils ont été trouvés à l'endroit indiqué dans une lettre de revendication reçue par l'AFP ce matin, exigeant le retrait des troupes françaises d'Afghanistan avant fin février 2009. Selon certains spécialistes : « Les éléments de revendication ne correspondent pas aux revendications habituelles des groupes islamistes, et même à l'ensemble de leurs écrits [...] Il n'y a aucune référence à un texte religieux. Or les islamistes pensent et agissent en religieux. Tous leurs actes de la vie quotidienne sont placés sous la référence de la religion. Tous les documents, CD, DVD, cassettes que nous avons saisis dans les dossiers terroristes sont à 90 % des textes religieux. Les références à la religion interviennent à chaque ligne, dans chaque communiqué [...] Les textes de revendication des islamistes n'ont pas de référence nationaliste, ne se réfèrent pas directement à un pays [...] Le nationalisme est une valeur anti-islamiste, la seule terre de référence, c'est l'islam et si on veut parler d'un peuple, on ne parlera pas du peuple afghan mais de la Oumma, la communauté des croyants ».

- Sept personnes, islamistes présumés, ont été arrêtées ce matin à Paris et en banlieue, soupçonnées à des degrés divers, d'être proches ou d'appartenir à la « mouvance islamiste radicale dite djihadiste ».

- Affaire du sabotage des lignes TGV : Selon la ministre de l'Intérieur Michèle Alliot-Marie, des « éléments concrets » pèsent contre les neuf personnes gardées en détention et « mises en examen pour association de malfaiteurs en lien avec une entreprise terroriste [...] sept personnes ont été placées sous contrôle judiciaire, deux d'entre elles sont toujours emprisonnées ».

- La cour d'assises des mineurs du Val-de-Marne condamne les trois jeunes filles, accusées d'avoir provoqué un incendie qui avait fait 18 morts par intoxication en septembre 2005 dans une tour à L'Haÿ-les-Roses, à des peines de 3 à 4 ans de prison ferme.

- Un réseau d'escrocs franco-israélien-suisse est démantelé. Il s'agit d'une vaste escroquerie à l'annuaire électronique. Quatre arrestations en France et une trentaine en Israël. 700 000 euros, des bijoux et des véhicules de luxe ont été saisis[51].

- La société Éco-Emballage est au cœur d'un scandale financier et politique pour avoir placé une partie de sa trésorerie aux Îles Caïmans et doit faire face à des pertes potentielles de 22 millions d'euros[52].

### Mercredi17 décembre 2008
Politique
- Parlement :
  - L'Assemblée nationale adopte la réforme de l'audiovisuel prévoyant la fin partielle de la publicité sur France Télévisions à compter du 5 janvier et la nomination/révocation des responsables de l'audiovisuel public en Conseil des ministres.
  - L'Assemblée nationale adopte l'ensemble du projet de loi de finances 2009, avec un déficit de l'État qui plonge de 57,6 à 79,3 milliards d'euros en raison de la crise et du plan de relance. Cette aggravation spectaculaire est notamment due aux « mesures fiscales » du plan de relance (9,2 milliards d'euros) et aux dépenses prévues par le plan (9,3 milliards d'euros), qui seront présentées dans un nouveau projet de loi de finances.
  - L'Assemblée nationale vote un amendement destiné à rendre Paris plus attrayant pour les productions cinématographiques étrangères grâce à un système de crédit d'impôt international autorisant un abattement fiscal plafonné à 4 millions d'euros.
  - Le Sénat adopte, en première lecture par 185 voix contre 152, le projet de loi rattachant la gendarmerie au ministère de l'Intérieur, ce qui suscite des inquiétudes tant dans la gendarmerie que dans la police. Le PS craint que des forces de gendarmeries des zones rurales soient transférées dans les zones urbaines. Le PCF accuse Nicolas Sarkozy de vouloir concentrer tous les pouvoirs dans une seule main.

- Gouvernement :
  - Le ministère de l'Agriculture annonce le renouvellement pour 2009 de l'autorisation d'utilisation du très controversé insecticide Cruiser, dont le retrait est réclamé par les apiculteurs et les associations de défense de l'environnement.
  - La secrétaire d'État à la Ville Fadela Amara dénonce le « conservatisme » d'une « certaine élite politique » pour expliquer le décalage entre les discours et les actes en faveur de la banlieue : « [...] c'est le métissage qui est le défi du XXIe siècle »[53].

- Le président Nicolas Sarkozy dans son discours à l'École polytechnique de Palaiseau :
  - assure que le modèle d'intégration de la France est devenu « un modèle de reproduction sociale » et regrette le renoncement à un certain « volontarisme républicain » : « C'est le miracle de la République d'avoir forgé l'unité de la France sans nous avoir condamnés à l'uniformité », mais la République, « ce n'est pas un modèle figé pour l'éternité. Ce n'est pas l'immobilisme, le conservatisme [...] Comment parler de la République quand l'école ne parvient plus à compenser les handicaps sociaux ? Comment parler de la République quand la réussite scolaire et l'avenir professionnel dépendent non de l'intelligence, du courage, de l'ardeur au travail mais beaucoup du milieu social d'où l'on vient, des quartiers où l'on habite, de nom que l'on porte, de la couleur de sa peau ? [...] la France doit relever le défi du métissage [...] l'universalisme de la France est basé sur le métissage ».
  - Il souhaite que 30 % des places dans les lycées préparant aux concours des grandes écoles soient réservés « aux meilleurs lycéens boursiers » à partir de la rentrée 2010 : « Ceux qui seront sélectionnés bénéficieront de bourses et de facilités de logement [...] Le principe que je veux appliquer est simple. C'est le même que pour les classes préparatoires : le même concours pour tous mais pas la même préparation [c'est] bien en amont des concours que la Fonction publique doit également s'ouvrir [...] Je veux ainsi que l'administration offre des stages aux jeunes des quartiers, à l'image du dispositif mis en place par la Banque de France pour les collégiens ».
  - Au sujet des mesures du Plan banlieue en faveur de la diversité, il déclare : « Dans le dos des plus hautes autorités de l'État, on s'ingénie à réduire les ambitions qui ont été fixées [...] J'ai mis 18 mois pour m'en apercevoir mais je ne l'accepte pas [...] Des ambitions ont été fortement réduites [...] je ne tolérerai pas que ce qui a été décidé ne soit pas mis en œuvre rapidement ».
  - Pour suivre sa politique, il estime que la France devait « se doter d'outils statistiques » qui permettent de « mesurer sa diversité », soulignant que « c'est par le critère social qu'il faut prendre le problème [...] les inégalités sociales englobant toutes les autres ». Ces instruments « ne doivent pas traduire une lecture ethnique de notre société » et « doivent reposer sur des méthodes objectives et incontestables », « c'est par le critère social qu'il faut prendre le problème parce que les inégalités sociales englobent toutes les autres [...] Si l'on regarde comment se distribuent les inégalités, il apparaît clairement qu'en réduisant toutes les fractures sociales, on réduira du même coup toutes les fractures ethniques, religieuses et culturelles [...] la question des statistiques pour mesurer les inégalités et les discriminations liées à l'origine est ouverte, la question d'une action publique volontariste fondée sur des critères ethniques ou religieux doit être close ».
  - Selon le Parti socialiste, « les annonces de Nicolas Sarkozy sont à l'image de tous ses discours depuis l'élection présidentielle. Généreux dans les mots, virtuels dans les faits [...] Il veut nous faire croire qu'il promeut l'égalité républicaine alors que, dans bien des domaines, il y porte gravement atteinte » évoquant notamment la « suppression de la carte scolaire », la « diminution par milliers de postes dans tous les services publics », les « coupes franches dans les budgets destinés aux quartiers et aux associations ». Son discours est « un réquisitoire sans appel de la politique que mène la droite depuis six ans », mais note « avec satisfaction le recul de Nicolas Sarkozy sur la discrimination positive sur des bases ethniques ».
  - Le socialiste Malek Boutih qualifie le discours de Nicolas Sarkozy en faveur de la diversité de « grand discours du quinquennat » qui marque « peut-être l'histoire de notre pays » : « Dans le discours présidentiel, plus que les mesures, ce que je retiendrai c'est la première partie, qui restera, à mon avis, un grand discours de quinquennat et peut-être quelque chose qui marquera l'histoire de notre pays [..] Il faut commencer par dire que c'est bien, il se passe quelque chose de bien qui ouvre des nouvelles voies [...] On a un grand défaut en France, c'est qu'on critique tout, avant de commencer ». Au sujet du Parti socialiste, il estime que son parti avait non pas « un train » de retard mais « une ligne ferroviaire entière », le qualifiant de « machine devenue totalement enfermée sur elle ».

Économie
- L'équipementier Valeo annonce une réduction de ses effectifs « de l'ordre de 5 000 personnes dans le monde, dont environ 1 600 en France, où il emploie 15 400 personnes, et 1 800 dans les autres pays d'Europe »[54].
- Selon l'Autorité des marchés financiers, les épargnants français qui ont investi dans des titres gérés collectivement par des institutions financières (OPCVM) pourraient perdre « plusieurs centaines de millions d'euros » à cause des agissements de l'escroc Bernard Madoff. Un « nombre significatif » d'OPCVM de droit français « détiendraient dans des proportions variables des actifs subissant les conséquences de l'affaire Madoff »[55],[56]. Le Crédit mutuel est aussi touché par l'affaire Madoff et pourrait perdre 90 M€.

Société
- La ministre du Logement Christine Boutin présente le dispositif "Solibail" grâce auquel des associations vont pouvoir assurer l'intermédiation locative entre des propriétaires et des personnes hébergées dans des centres ou des hôtels[57].

Faits divers
- Le Conseil de la concurrence casse « à titre conservatoire », l'exclusivité de 5 ans dont bénéficiait depuis novembre 2007 l'opérateur Orange (France Télécom) pour commercialiser l'iPhone d'Apple en France. Il en a vendu plus de 150 000 de la première génération et plus de 450 000 de la version 3G[58].
- Décès de Jacqueline Fournier (98 ans), ancienne grande combattante de la Seconde Guerre mondiale.

### Jeudi18 décembre 2008
Politique
- Parlement : Le sénat adopte définitivement l'ensemble du projet de budget 2009, qui prévoit un déficit de plus de 79 milliards d'euros, par 182 voix pour et 150 contre.
- Gouvernement : 
  - La ministre de l'Intérieur Michèle Alliot-Marie veut lutter contre l'usurpation d'identité en ligne avec une nouvelle carte d'identité électronique « sécurisée » qui permettra gratuitement aux internautes de prouver leur identité sur Internet, grâce à une e-carte, un lecteur relié à l'ordinateur et un code secret[59].
  - La secrétaire d'État aux droits de l'Homme Rama Yade demande au député-maire de Nice, Christian Estrosi (UMP), secrétaire général adjoint de l'UMP et proche du chef de l'État, de « démentir » les propos « pas très honorables » rapportés par Le journal Le Parisien selon lequel il aurait dit : « Elle existe parce que Nicolas Sarkozy l'a fabriquée ! On fait un placement, on le fait fructifier et, au moment où on veut en tirer les bénéfices, voilà... ». Dans une déclaration à l'AFP, Chritian Estrosi conteste les propos qui lui sont prêtés.
- Nouvelle journée de manifestation des lycéens un peu partout en France, 127 000 manifestants selon la police, contre le projet de réforme envisagé par le ministre et pour lui demander de revenir sur la suppression de 13 500 postes inscrite au budget 2009. Des heurts violents et des dégradations ont eu lieu à Lyon, une quinzaine de lycéens dont des majeurs sont interpellés et cités en comparution directe. Quatre d'entre eux sont poursuivis pour détention et fabrication d'explosifs[60].

Économie
- Le président Nicolas Sarkozy annonce que la Poste changera de statut pour devenir une société anonyme comme l'avait préconisé la commission Ailleret, mais qui ne sera ouverte « qu'à des capitaux publics ». Il a affirmé que La Poste était « la quintessence du service public », même si c'est « l'une des postes les plus endettées au monde »[61]. Pour faire face à l'ouverture de la concurrence en 2011, « La Poste doit trouver trois milliards d'euros d'ici 2012 ».
- Le président de l'AMF Jean-Pierre Jouyet déclare qu'aucun petit épargnant français ne voit ses économies menacées par la fraude Madoff : « Certaines sociétés de gestion ont eu des contacts avec des fonds luxembourgeois, qui peuvent eux-mêmes avoir investi chez Madoff [...] Cela ne porte que sur des investisseurs avisés, professionnels, qui disposent en général de fortunes importantes. Il n'y a aucun fonds grand public qui soit impliqué et aucun fonds où il y ait des petits épargnants ».

Culture
- Décès du pianiste Raymond Trouard (92 ans).

Faits divers
- Tunnel du Fréjus : Selon Centre national d'information routière (CNIR), un convoi exceptionnel a endommagé sur une dizaine de mètres la dalle située au-dessus du tunnel et qui supporte la gaine d'air frais et la gaine d'air vicié, obligeant à fermer le tunnel à la circulation de tous les véhicules pour « rétablir l'étanchéité car cette gaine sert d'itinéraire de secours et doit rester toujours en sur-pression par rapport au tunnel ».

### Vendredi19 décembre 2008
Politique
- Gouvernement :
  - Le ministre de l'Éducation Xavier Darcos demande la fin des blocages de lycées et affirme qu'il faudra veiller « au mois de janvier » à ce qu'ils « ne se reproduisent pas et que les lycéens qui veulent travailler puissent travailler». Au sujet de la possible récupération du mouvement par la gauche et l'extrême gauche, il a déclaré : « Bien entendu, nous le savons depuis le début. Ce mouvement lycéen a pris un tournant très violent [...] pour des enjeux qui sont quand même modestes [...] On voit bien qu'il y a une manipulation et que le parti socialiste a voulu hier s'en faire le récupérateur principal ».
  - Selon le ministre chargé de la Relance, Patrick Devedjian, le plan du gouvernement devrait permettre de « créer 150 000 emplois pour l'année 2009 » et avoir « 100 milliards d'impact économique ». Le plan de 26 milliards comporte « quarante-quatre mesures économiques très ciblées, très ponctuelles, avec en plus la volonté d'avoir un effet multiplicateur [...] quand l'État engage un euro, il veut entraîner trois euros, soit des collectivités locales, des entreprises publiques ou des entreprises privées ».
    - Au sujet du plan de relance de 26 milliards d'euros, Michel Sapin, secrétaire national du PS à l'Économie, estime qu'il n'est « pas du tout à la hauteur de la crise qui frappe la France » et que « le gouvernement et le président courent après la crise, au lieu de la maîtriser », « une grosse moitié sont des avances de trésorerie » et en réalité c'est seulement « quatre à cinq milliards de crédits nouveaux ». Il conteste aussi le chiffre de 150 000 emplois évoqués et qui doivent être créés en 2009 alors qu'« au même moment l'INSEE annonce la destruction pour le premier semestre de l'année 2009 de 220 000 emplois »[62].

  - Naissance officielle du Pôle emploi, nouvelle administration issue de la fusion entre l'ANPE et l'Assedic. La président est Dominique-Jean Chertier et le directeur général est Christian Charpy. Avec un budget annuel de 4,5 milliards €, le Pôle emploi a pour missions d'accompagner tous les demandeurs d'emploi dans leur recherche jusqu'au placement, d'assurer le versement des allocations aux demandeurs indemnisés, d'aider les entreprises dans leurs recrutements et de recouvrer les cotisations. La CGT et FO ont annoncé qu'elles ne siégeraient pas au conseil d'administration pour dénoncer, les « violations répétées des procédures de consultation des représentants des personnels des Assedic et de l'ANPE ».
- Perturbations sociales à la SNCF pour le premier week-end des fêtes de Noël[63].

Économie
- Le groupe Renault annonce la suppression de 1 000 postes de prestataires de services en ingénierie technique au Technocentre Renault de Guyancourt (Yvelines) à compter du 1er janvier 2009.
- Le groupe nucléaire Areva annonce un nouveau surcoût pour la construction du réacteur EPR finlandais de troisième génération, ce qui entraîne une baisse de ses bénéfices en 2008.

Faits divers
- Perquisition au domicile et au bureau du député socialiste Julien Dray, dans le cadre d'une enquête préliminaire ordonnée par le parquet de Paris pour des faits présumés d'abus de confiance. Les enquêteurs auraient découvert des mouvements de fonds suspects depuis janvier 2006, pour un total de 351 027 euros, en provenance des comptes des Parrains de SOS-Racisme et de la Fédération indépendante démocratique et lycéenne. Ses défenseurs tentent de monter l'affaire sur le terrain politique[64],[65],[66].
- Un camion est intercepté dans la région de Lyon avec 1,2 tonne de résine de cannabis dans un camion en provenance du Maroc.
- Une voiture est interceptée sur l'autoroute vers Nancy avec 40 kg de cocaïne en provenance des Pays-Bas conduite par des malfrats du milieu grenoblois.
- Carla Bruni-Sarkozy remet un premier chèque de 238 000 euros à la Fondation de France pour trois associations d'aide à l'enfance et à Haïti. Il s'agit des royalties qu'elle a perçu de la vente d'un premier lot de 250 000 CD Comme si de rien n'était. À ce jour 408 000 CD auraient été vendus[67].
- Une enquête préliminaire est ouverte contre l'ancien patron des Renseignements généraux Yves Bertrand, à la suite de la plainte déposée le 16 octobre par le président Nicolas Sarkozy pour dénonciation calomnieuse, faux et usage de faux, recel et atteinte à l'intimité de la vie privée, après la parution, début octobre dans l'hebdomadaire Le Point, des extraits des carnets secrets d'Yves Bertrand. Saisis en janvier 2008 dans le cadre de l'enquête sur l'affaire Clearstream, ces 23 cahiers à spirale couvrent les années 1998 à 2003. Yves Bertrand y consignait nombre d'indiscrétions et de rumeurs sur des affaires politico-financières récentes, la vie privée et publique du Tout-Paris et des hommes politiques.

### Samedi20 décembre 2008
Régions
- À Bordeaux, manifestation de soutien de huit cents personnes, pour la sauvegarde de l'emploi en Aquitaine à l'appel de l'intersyndicale du site Ford de Blanquefort (1 600 salariés, fabrication de boîtes automatiques), menacé de désengagement, et de nombreuses associations et partis politiques.

### Dimanche21 décembre 2008
Politique
- La secrétaire d'État à la politique de la Ville, Fadela Amara, estime que Rama Yade avait « tort » de refuser de se présenter aux élections européennes : « je pense qu'elle a tort parce qu'on n'a pas gagné encore la bataille de la diversité [...] je crois que les gens comme moi [...] on a encore besoin de faire la démonstration, de faire nos preuves et donc je pense qu'elle a eu tort, elle aurait dû y aller [...] au Parti socialiste, on ne m'a jamais laissé la chance de pouvoir me présenter sur mon nom, sur ma tête et sur mes compétences ».

### Lundi22 décembre 2008
Politique
- Gouvernement :
  - La ministre du Logement Christine Boutin annonce l'extension du dispositif de la maison à 15 euros par jour aux appartements. L'objectif est d'atteindre 30 000 logements financés en « accessions sociales à la propriété », les conditions étant les mêmes pour les maisons et les appartements.

- Le président Nicolas Sarkozy et son épouse sont au Brésil pour une visite officielle de deux jours suivie d'un séjour privé dans le cadre des fêtes de Noël dans la famille de son épouse[68].

- L'UMP annonce hisser au rang de ses priorités pour 2009 « la fusion entre les départements et les régions » ainsi que la fusion de certaines régions entre elles et prévoit d'organiser au sein du parti « un débat pour définir [...] le rythme et [...] l'ampleur » de cette réforme.

Régions
- Ouverture du nouveau tronçon de 19,7 kilomètres de l'autoroute A41 Nord, qui permet désormais de rallier directement et au plus court la ville de Genève à Annecy (Haute-Savoie). Cette nouvelle liaison permet de désengorger la RD.1201, empruntée par plus de 20 000 véhicules par jour, dont une forte proportion de frontaliers. Elle a été construite en 29 mois de travaux et neuf mois d'études et a coûté 871,5 millions d'euros.

Faits divers
- Décès du graveur Aldo Crommelynck (77 ans) .
- Quatorze personnes ont été mises en examen à Bastia la semaine dernière pour acquisition, détention, offre, cession et usage de stupéfiants, dont huit écrouées pour un trafic de cannabis.

### Mardi23 décembre 2008
Politique
- Les Verts ont déposé une requête contre le groupe nucléaire Areva auprès du jury de déontologie de l'Autorité de régulation de la publicité (ARPP), demandant d'interdire « l'utilisation par l'entreprise de la signature : Areva, l'énergie au sens propre ». Selon les Verts, cette signature « est conçue pour tromper le public en lui faisant croire que l'énergie nucléaire est propre, de l'extraction de l'uranium au retraitement de déchets » et ce slogan laisse penser que « le nucléaire est une énergie propre, terme communément employé pour les énergies renouvelables » et « pas approprié pour l'atome »[69].
- Le président Nicolas Sarkozy accorde une grâce partielle à une trentaine de détenus « au comportement exemplaire », dont l'ex-préfet du Var Jean-Charles Marchiani, condamné à 3 ans de prison, qui peut désormais demander une libération conditionnelle.

Culture
- Le réalisateur new-yorkais Woody Allen, à l'issue d'une rencontre avec la ministre de la Culture et de la communication, Christine Albanel, affirme avoir bon espoir de pouvoir tourner à Paris son prochain film, une comédie, dès l'été 2009, après avoir dû renoncer à le faire il y a quelques années pour des raisons financières : « Ce serait une comédie très colorée, charmante et surréaliste. Enfin, si je réussis. Sinon, ce sera juste ennuyeux [...] J'ai un scénario tout près pour Paris, je voulais le faire il y a quelques années mais quand nous avons commencé à mettre le film en place, c'est devenu un projet si coûteux que je n'ai pas pu le faire [..] Maintenant il y a une nouvelle incitation fiscale à Paris, alors nous revenons et nous essayons de voir s'il est possible de refaire [ce film] ».

Faits divers
- L'ancien ministre Charles Millon est l'objet d'une enquête préliminaire pour «  abus de biens sociaux, faux et recel  » au sujet d'éventuelles malversations au sein d'une entreprise de biocarburants dont il fut l'un des dirigeants. Les investigations menées par la brigade financière portent sur d'éventuels détournements, évalués à plus de 150 000 euros, qui auraient été opérés au préjudice de la société Agro Energie Développement (Agroed).

### Mercredi24 décembre 2008
Politique
- Les partenaires sociaux sont arrivés à un accord sur la nouvelle convention d'assurance-chômage instaurant une filière unique d'indemnisation pour les demandeurs d'emploi, à partir de quatre mois de travail.

Société
- Une épidémie de gastro-entérite touche neuf régions. En trois semaines, 580 000 personnes ont consulté leur médecin pour cette maladie, qui se traduit par une diarrhée aiguë.
- Le patron de la société Gamelin s'est donné la mort hier sur son lieu de travail à La Rochelle en absorbant un produit toxique alors que son entreprise vient d'être placée en redressement judiciaire. L'entreprise fondée en 1983 est spécialisée dans la construction et la réparation navale en aluminium et en acier et emploie 120 personnes.

Faits divers
- Le tribunal administratif de Versailles rejette la requête du prince Charles-Emmanuel de Bourbon-Parme qui demandait l'interdiction de l'exposition de Jeff Koons au château de Versailles, en tant que chef d'une lignée en descendance directe du roi Louis XIV.

### Jeudi25 décembre 2008
Politique
- Le président du syndicat de médecins urgentistes (AMUF), Patrick Pelloux, demande la démission de la ministre de la Santé, Roselyne Bachelot, après trois "affaires" s'étant soldées par des sanctions à des « lampistes » : « C'est les lampistes à chaque fois qu'on met en avant [...] On veut bien travailler dans la difficulté, mais lorsque la ministre [...] nous accuse et ne prend pas, je dirais, les nuances sur la présomption d'innocence, ça commence à bien faire. Je crois que Roselyne Bachelot doit démissionner ».

Faits divers
- Découverte vers midi d'un engin explosif à proximité d'une baie vitrée du Centre européen de rééducation du sportif de Capbreton dans les Landes. Il n'y a pas de revendication ni de documentation retrouvée. La découverte de cet engin explosif a lieu quelques heures après l'explosion d'un autre engin qui a endommagé une agence immobilière, sans faire de victime, 3h30 à Anglet (Pyrénées-Atlantiques). La façade de l'agence, située dans une zone commerciale, a été bombée durant la nuit avec l'inscription « Euskal Herria ez da salgai » (Le Pays basque n'est pas à vendre)[70].

### Vendredi26 décembre 2008
Faits divers
- Le Parti communiste français, annonce la prochaine location, en raison de problèmes financiers, de l'intégralité de son immeuble historique de la rue La Fayette, qui fut son siège central avant de devenir celui de sa Fédération de Paris. Le PCF s'était installé en 1920, après le Congrès de Tours, dans cet immeuble de quatre étages qui appartenait auparavant à la SFIO.
- L'humoriste Dieudonné présente dans son spectacle du Zénith un sketch jugé douteux par les associations juives et antiracistes. Il a remis à l'universitaire Robert Faurisson, condamné à plusieurs reprises pour négationnisme, un prix « de l'infréquentabilité et de l'insolence ». Le trophée lui a été apporté par un technicien habillé en déporté juif, avec une étoile jaune sur la poitrine. Selon Le Journal du dimanche, parmi les 5 000 personnes présentes dans la grande salle parisienne, se trouvait de nombreuses personnalités controversés de l'extrême-droite, des mouvements pro-palestiniens et des mouvements racistes noirs, ainsi que des personnalités du Front national[71].

### Samedi27 décembre 2008
Économie
- Après La Redoute qui a annoncé une réduction de ses effectifs de 672 postes en 4 ans et la liquidation judiciaire de la Camif, les 3 Suisses annoncent la suppression de 400 postes de travail en 2009. Selon le cabinet Xerfi, le chiffre d'affaires des sites Internet progresse de plus de 20 % chaque année depuis 2003, alors que les acteurs historiques de la vente à distance enregistraient une baisse constante depuis la même année. En 2008, leur chiffre d'affaires devrait reculer de 7 %, puis de 8 % en 2009.
- Le groupe Chanel annonce mettre fin à tous ses contrats CDD et intérimaires dès le 31 décembre, ce qui représente la suppression de 200 postes de travail, soit 10 % de ses effectifs de travail. Le secteur « parfums, cosmétiques et accessoires, c'est-à-dire les cuirs, situé sur le site de Verneuil-en-Halatte » (Oise) est particulièrement concerné; il reste 300 personnes sur ce site qui a déjà connu deux plans sociaux en dix ans.

### Dimanche28 décembre 2008
Politique
- Selon Frédéric Lefebvre, député des Hauts-de-Seine et un des porte-parole de l'UMP, la fusion des départements et des régions serait « pour bientôt ». Il considère cette « réforme exceptionnellement importante » pour les collectivités locales et leur organisation actuelle marquée par « des gabegies » et qui « coûte très cher au pays ». Chargé d'une mission sur la simplification du feuilletage territorial français (communes, intercommunalités, départements, régions...) l'ancien premier ministre Édouard Balladur doit rendre fin février les conclusions des travaux de la commission qu'il préside.

### Lundi29 décembre 2008
Économie
- Selon le programme de stabilité transmis la semaine dernière par la France à la Commission européenne, la dette publique est attendue à 66,7 % du PIB en 2008 et devrait grimper à 69,1 % en 2009. Le programme de stabilité européen fixe à 60 % du produit intérieur brut la limite autorisée d'endettement public pour un État membre de l'Union européenne. Le gouvernement tablait initialement dans son projet de budget 2009 sur une dette à 65,3 % du PIB en 2008 et 66 % en 2009. Le gouvernement prévoit une croissance d'« environ 1 % »  pour 2008. Pour 2009, le gouvernement maintient sa prévision de croissance dans une fourchette comprise entre 0,2 % et 0,5 %, grâce à l'effet escompté du plan de relance français, ainsi que des autres plans européens.

Faits divers
- Décès du couturier Ted Lapidus (79 ans) à l'hôpital de Cannes, « il souffrait depuis plusieurs années d'une leucémie et est décédé des suites d'une insuffisance respiratoire ». Il a connu son heure de gloire dans les années 1960 et 1970 avec une mode unisexe puis avec le style safari.

### Mardi30 décembre 2008
Politique
- La première secrétaire du PS, Martine Aubry juge « particulièrement alarmants » les chiffres du chômage de novembre, affirmant qu'il s'agissait, avec 64 000 demandeurs d'emploi supplémentaires en un mois, de la « plus forte hausse » de l'histoire du pays et 160 000 en quatre mois. Elle a appelé à Nicolas Sarkozy à décider de « toute urgence » d'un « véritable plan de relance » : « La gravité exceptionnelle de la crise économique attestée par ces nouveaux chiffres contraste avec l'extraordinaire faiblesse du plan de relance de la France. [Le président de la République doit] décider de toute urgence d'un nouveau plan de relance, véritable celui-ci, et enfin à la hauteur des difficultés auxquelles notre pays est confronté ».

Fait divers
- Mort du réalisateur Michel Vianey (78 ans) d'une crise cardiaque à Blennes (Seine-et-Marne). Il était surtout connu pour ses films policiers.

### Mercredi31 décembre 2008
Politique
- Selon la première secrétaire du parti socialiste Martine Aubry, dans son message de vœux pour le Nouvel an diffusé sur le site internet du Parti, l'année 2009 « va être une grande année pour l'Europe », grâce aux élections européennes de juin prochain « Nous avons la chance à saisir de pouvoir avoir une Europe qui ne soit plus un problème mais une solution pour les Français [...] une Europe qui protège [...] Notre pays va mal et les mesures ne sont pas prises pour pouvoir sortir de cette crise [...] les socialistes seront auprès de vous. Ils travaillent pour proposer à la France et à l'Europe un autre modèle de société [...] moins dur [...] plus solidaire et plus juste ».
- Le ministre de la Défense, Hervé Morin est en Afghanistan pour deux jours. Pour son cinquième déplacement dans ce pays, il doit passer la soirée avec des militaires français pour le réveillon de la Saint Sylvestre, s'entretenir avec le président afghan Hamid Karzai et visiter l'Hôpital de la mère et de l'enfant de Kaboul, construit avec des fonds français.
- Le président Nicolas Sarkozy présente ses vœux dans son allocution de fin d'année et assure de son soutien « ceux que la vie a durement éprouvés, à ceux qui ont perdu leur emploi sans y être pour quoi que ce soit [...] L’année 2008 s’achève, elle a été rude [...] Les initiatives que j’ai prises au nom de la présidence française de l’Union européenne pour coordonner l’action de tous les Européens et pour réunir les chefs d’État des vingt plus grandes puissances mondiales à Washington, ont permis d’éviter que le monde s’engage sur la pente du chacun pour soi qui aurait été fatale  [...] Les difficultés, [...] nous avons les moyens de les affronter [...] à condition d’être solidaires les uns des autres. [...] Chacun devra faire des efforts. Car de cette crise va naître un monde nouveau auquel nous devons nous préparer en travaillant plus, en investissant davantage, en poursuivant les réformes » dont celles de l'hôpital « dont les personnels sont admirables de dévouement et de compétences », de la formation professionnelle « indispensable pour que chacun ait la chance d’un emploi », de l'organisation territoriale « que tant de conservatismes ont rendu inextricable » et de la recherche « qui conditionne notre compétitivité », mais aussi celles de la réforme du lycée « qui est nécessaire »  et de la procédure pénale pour « mieux protéger nos libertés individuelles, dont la nécessité s’est fait jour plusieurs fois de façon criante durant l’année écoulée »[72].
- De nombreuses réactions aux vœux du président Nicolas Sarkozy([73]) dont les critiques du porte-parole du PS, Benoît Hamon[74].

Régions
- La CGT annonce la suspension de son appel à la grève à la gare Saint-Lazare à Paris où le trafic régional est perturbé depuis plus de deux semaines par un mouvement intersyndical, la direction prévoyant encore un train sur deux jusqu'à vendredi. Le conflit lancé par une intersyndicale CGT-Sud-FO-Fgaac portait sur les conditions de travail dans le cadre du changement annuel des horaires, effectif depuis le 14 décembre.